# Tupoljev Tu-154
Tupoljev Tu-154 (ruski: Туполев Ту-154) (NATO oznaka "Careless") je sovjetski tromotorni linijski putnički avion srednjeg doleta sličan Boeingu 727. Nekoliko desetljeća bio je glavno uporište sovjetskih avioprijevoznika. Prevezao je oko polovice od oko 137 milijuna putnika Aeroflota i njegovih podružnica. Zrakoplov je prodan u najmanje 17 inozemnih zrakoplovnih kompanija, a u prometu Rusije i ostalim državama bivšeg Sovjetskog Saveza ostaje standardni linijski putnički avion. Tu-154 je sposoban slijetati i na nepriređene piste i često je korišten u arktičkim ekstremnim uvjetima.

## Razvoj
Tu-154 je razvijen kako bi pokrio potražnju Aeroflota za zamjenu zastarjelih Tu-104, Antonova An-10 te turboelisnog Iljušina Il-18. Tražen je zrakoplov nosivosti od 16 do 18 tona za udaljenosti od 2.850 – 4.000 km s brzinom krstarenja od 900 km/h, odnosno, s korisnom nosivosti od 5,8 tona na udaljenosti od 5800 – 7000 km uz brzinu krstarenja 850 km/h. U osobinama za novi zrakoplov navedena je i potrebna duljina piste za uzlet koja ne bi smjela prijeći 2.600 m na maksimalnoj težini uzlijetanja. Glavni konkurent Tu-154 bio je Iljušin IL-62.
Tu-154 je prvi let imao 4. listopada 1968., a redovna komercijalna služba započela je u veljači 1972. Zrakoplov se prestao proizvoditi u 2006. godini. Izrađeno je oko 900 Tu-154 od kojih oko 500 još uvijek leti.
1988. godine izmijenjeni Tu-154 (nazvan Tu-155 i Tu-156) uspješno je letio koristeći tekući vodik kao gorivo, a 1989. za gorivo koristi prirodni plin.

## Dizajn
Tu-154 pokreću tri turbofen motora raspoređena na repnom dijelu, isto kao i na B-727. Uvodnik zraka na motoru br. 2 koji se nalazi u korijenu vertikalnog stabilizatora je "S" oblika. Prvotni model imao je Kuznjecov NK-8-2 motore dok su na Tu-154M ugrađivani Soloviev D-154s-30KU. Svi modeli Tu-154 imaju veći omjer potisak- -težina od onoga na -727 što im daje superiorne osobine, iako na štetu manje učinkovitost goriva koja je postala važan čimbenik u novije vrijeme porasta njegove cijene.
Putnička kabina Tu-154 ima šest usporednih sjedala. Putna visina je nešto niža u odnosu na zapadne avione (Boeing ili Airbus) a manja su i putnička vrata. Nadalje, prtljažni prostor iznad sjedala je također vrlo ograničen. Poput Tupoljeva Tu-134 i Tu-154 ima strijela krilo 35 stupnjeva u nazad. (Boeing 727 ima strijelu pod kutom od 32 stupnja).
Kao i mnogi drugi sovjetski putnički avioni Tu-154 ima veliko podvozje što mu omogućuje slijetanje na lošije pripremljene piste, nekada uobičajene u ruralnim područjima Sovjetskog Saveza. Glavno podvozje ima dva puta po šest kotača s niskotlačnim gumama koje se uvlači u gondolu smještenu na izlaznoj ivici krila (što je osobina i drugih zrakoplova Tupoljev).  Nosna noga ima dva kotača. Meka hidraulična amortizacija pruža mirnije rulanje na neravnim površinama. Putnička kabina može smjestiti 128 putnika u konfiguraciji dviju klasa, 164 putnika u jednoj klasi i do 180 putnika sa zbijenim razmještajem sjedišta. Izgled kabine može se prilagoditi u tzv. zimsku konfiguraciju u kojoj se umjesto nekoliko izvađenih sjedišta postavljaju ormari za garderobu.
Prvobitni zahtjev je bio da pilotsku posadu čine tri člana: pilot, kopilot i inženjer leta; za razliku od ostalih sovjetskih putničkih aviona s posadom od 4 ili pet članova. Ipak je u bivšem SSSR-u radi tadašnjih propisa često bio prisutan i četvrti član posade kao navigator. Potreba za navigatorima nestala je s prizemljenjem zastarjelih sovjetskih aviona te su se oni prestali obučavati.
Avioelektronika je po prvi puta u Sovjetskom Savezu izgrađena prema zapadnim standardima. To uključuje i NVU-B3 Doppler navigacijski sustav, trostruki autopilot koji omogućava automatsko ILS prilaz prema ICAO kategoriji II vremenskim minimumom, automatski gas, Doppler sustav mjerenja zanošenja i brzine (DISS), "kurs-MP" radio navigacijski sustav i drugi. Modernije nadogradnje uključuju TCAS (sustav protiv sudara), GPS (satelitski sustav za pozicioniranje) i druge moderne sustave, uglavnom zapadne proizvodnje.
Ranije inačice Tu-154 ne mogu se modificirati kako bi se ispunio sadašnji "Nivo III" propisa za buku te avioni ne mogu letjeti gdje je taj propis na snazi. Tu-154M može koristiti set za smanjenje buke s čime ispunjava "Nivo III" i teoretski može ispuniti i "Nivo IV". Trenutni propisi Europske unije zabranjuju korištenje prigušivača za buku za dostizanje ovog nivoa.  Jedino rješenje za ovaj problem bilo bi promjena motora na Tu-154M što bi zahtijevalo vrlo opsežnu i vrlo skupu nadogradnju.

## Inačice
Izrađene su mnoge inačice ovog linijskog putničkog aviona. Osim razlike između težine i pogonske grupe Tu-154 je proizveden u inačicama koje koriste zamjenska goriva. Mnogi od Tu-154 su opremljeni sustavom za smanjenje buke a neki su pretvoreni u teretne inačice.
- Tu-154 - proizvodnja aviona je počela 1970., a prvi putnički let je bio 9. veljače 1972. Avion je pokretan s turbofen Kuznjecov NK-8-2 motorima a mogao je prevesti 164 putnika. Izrađeno je oko 42 aviona a nosili su registraciju od 85006 do 85055.
- Tu-154A - je prva nadograđena inačica originalnog Tu-154 koja je u proizvodnji bila od 1974. Avionu su ugrađeni centralni spremnici za gorivo a na trupu su dodani izlaza u slučaju opasnosti.  Na avion su ugrađivani Kuznjecov NK-8-2U motri s većim potiskom. Druge modifikacije uključuju automatska predkrilca i zakrilca i modificiranu avioelektroniku. Maksimalna težina uzlijetanja aviona bila je 94.000 kg. Unutrašnjost zrakoplova imala je 15 različitih izgleda ovisno o zahtjevima domaćih i inozemnih naručitelja, s brojem sjedišta između 144 i 152. Prepoznatljiva vizualna razlika u odnosu na prijašnji model je deblja isturena aerodinamička kupola na spoj horizontalnog i vertikalnog stabilizatora.[2] Avioni su imali registracije od 85056 do 85119.
- Tu-154B - Kako su se na krilima Tu-154 i Tu-154A pojavile pukotine nakon samo nekoliko godina leta, 1975. se počela izrađivati ova inačica s novim, jačim krilima. U trupu aviona ugrađeno je još spremnika za gorivo a na zadnji dio trupa ugrađena su dodatna vrata za izlaz u slučaju opasnosti. MTOW je narastao na 98 tona. Za Aeroflot je bilo važno povećanje broja putnika kako bi se povećala ekonomičnost leta ugrožena NK-8-2U motorima velike potrošnje.[3] Autopilot je bio ovjeren za ICAO kategoriju II automatskogog prilaza. Većina prethodno izgrađenih Tu-154 i Tu-154A također su redizajnirani na ovaj standard, uključujući i zamjenu krila. MTOW ove inačice iznosio je 96.000 kg. Izrađeno je 111 aviona a repna oznaka im je od 85120 do 85225.
- Tu-154B-1 - inačica sa 160 sjedišta izrađena na zahtjev Aeroflota koji s njom pokušava povećati prihod na domaćim rutama. Avion je imao i neke manje izmjene u sustavu goriva, avioelektronici, klimi i podvozju. Od 1977. do 1978. godine izrađeno je 64 aviona s repnim oznakama od 85226 do 85294.
- Tu-154B-2 - je neznatna modernizacija Tu-154B-1. Avion je osmišljen kako bi se kapacitet putnika sa 160 povećao na 180 micanjem kuhinjskog prostora.[4] Postupak rekonfiguracije trajao je oko dva i pol sata. Nekoliko ranijih Tu-154B preinačeno je na ovaj standard. MTOW aviona povećan je na 98.000 kg a kasnije na 100.000 kg. Izrađena su 311 komada, uključujući i VIP inačice. Repne oznake su brojevi od 85295 do 85605 a nekoliko ih je još uvijek u uporabi.
- Tu-154S - je teretna inačica Tu-154B s ojačanim podom kabine i ugrađenim prednjim teretnim vratima na lijevoj strani trupa. U avion stane 9 sovjetskih PAV-3 paleta a maksimalni korisni teret oji avion može ponijeti iznosi 20.000 kg. Planirana je izrada 20 zrakoplova ali je samo devet zrakoplova preinačeno, dva iz Tu-154 modela i sedam iz Tu-154B modela. Pokusni letovi održani su u ranim 1980-tim a zrakoplova je dozvolu za redovito krištenje dobio 1984. Do 1997. svi avioni su bili prizemljeni. Registracije su bile: 85019 (Tu-154), 85037 (Tu-154), 85060, 85062, 85063, 85067, 85081, 85084 i 85086.[5]
- Tu-154M - je inačica s većom nadogradnjom, s prvim letom 1982. i početkom masovne proizvodnje 1984. godine. Na avion su ugrađivani efikasniji Soloviev-D-30KU-154 turbofen motori. Zajedno sa značajnim aerodinamičan "uglađivanjem" avion je imao znatno nižu potrošnju goriva a s time duži dolet i niže operativne troškove. Umjesto zakrilaca s tri proreza ugrađena su nova s dvostrukim prorezom i s dodatnim 36-stupanjskim položajem (osim postojećih 15, 28 i 45-stupanjskim na starijim inačicama) s čime se osiguralo dodatno smanjenje buke u prilazu. Premješten je i pomoćni motor (APU) te su urađena brojna druga poboljšanja. MTOW se povećao isprva na 100.000 kg, zatim na 102.000 kg a pojedini avioni dobili su dozvolu za 104.000 kg. Prototip je imao registraciju 85616 a proizvodni avioni od 85606 (osim 85804, koji je preinačeni Tu-154B-2). Do završetka njegove izrade 2006. proizvedeno je oko 320 aviona. Od 1990. nije izrađena niti jedna nova konstrukcija a avioni su od tada ručno sastavljani od ranije napravljenih dijelova.[6] Tu-154M je najčešće korištena inačica u bivšim sovjetskim državama.
- Tu-154M-LK-1 - je bivša VIP inačica preuređena za uvježbavanje astronauta koji će letjeti na Buranu, svemirskom brodu za višekratnu uporabu (sovjetski model sličan američkom Space Shuttleu). Tu-154 je mogao biti korišten jer je Buran zahtijevao strmi prilaz a Tu-154 ih je bio sposoban izvoditi. Kabina je na avionu imala isti izgled kao i ona na Buranu a prednji odjeljak za prtljagu pretvoren je u centar za fotografiranje kako bi se budući astronauti mogli obučavati i za te zadatke.[7]
- Tu-154M-ON - je zrakoplov za promatranje kojeg je u tu svrhu modificirala Njemačka iz jednog od preostalih Tu-154 iz ratnog zrakoplovstva bivše Istočne Njemačke. Avion je sudjelovao u kontrolnim letovima ugovora Otvoreno nebo (en. Open Skies). Preinaka je urađena u njemačkoj tvornici zrakoplova (Elbe Flugzeugwerke) u Dresdenu a prvi let bio je 1996. Nakon više od dvadeset promatračkih letova avion je izgubljen u zrakoplovnoj nesreći 1997. godine.[8] Rusi su također preinakom jednog Tu-154M-LK-1 napravili svoj promatrački avion za istu namjenu. Kada avion nije letio preko Sjeverne Amerike koristio se za prijevoz astronauta.[9] Vjeruje se kako su i Kinezi jedan svoj Tu-154 preinačili za elektroničko izviđanje i ometanje.[10]
- Tu-100-154M - projekt ove inačice je započeo 1994. a prvi zrakoplovi su se počeli isporučivati tek 1998. godine. U avion je ugrađena zapadna avioelektronika. Može prevesti do 157 putnika. Kabina ima automatski sustav za kisik i veće prtljažne spremnike iznad sjedala. Izrađena su samo tri zrakoplova kao povrat duga Slovačkoj. Tri su zrakoplova Slovak Airlinesu isporučena 1998. a 2003. prodana su nazad u Rusiju.[11]
- Tu-155/Tu-156 - su dva prototipa na kojima je testiran motor Kuznjecov NK-86 koji kao gorivo koristi vodik ili prirodni plin. Tu-155 (reg. broj CCCP-85035) je prvo koristio vodik a kasnije ukapljeni prirodni plin (LNG) kao gorivo za svoj desni motor. Prvi let bio je 15. travnja 1988.[12] Letio je do 1992. kada je prizemljen. Tu-156 nikada nije prošao eksperimentalnu fazu. Sva tri motora su bili na ili vodik ili prirodni plin. Za pohranu tekućeg goriva na Tu-155 i Tu-156 korištena je kriogenička tehnologija (održavanje temperature na vrlo niskim vrijednostima).

## Tehničke karakteristike (Tu-154M)
Osnovne karakteristike
- posada: 3-4
- kapacitet: 114-180 putnika
- dužina: 48 m
- raspon krila: 37,55 m
- površina krila: 201,5 m2
- visina: 11,40 m

Letne karakteristike
- najveća brzina: 950 km/h
- ekonomska brzina: 900 km/h
- dolet: 3.900 km s maksimalnim korisnim teretom
- najveća visina leta: 12.100 m
- motor: Tri Soloviev D-30KU-154  turbofen motora

## Vanjske poveznice
- Tu-154 - tupolev.ru   Arhivirana inačica izvorne stranice od 10. studenoga 2005. (Wayback Machine)